# Anisaedus stridulans
Anisaedus stridulans là một loài nhện trong họ Palpimanidae. Loài này được phát hiện ở Peru.